# Japanse kampioenschappen schaatsen afstanden 2020 - 1500 meter mannen
De 1500 meter mannen op de Japanse kampioenschappen schaatsen afstanden 2020 werd gereden op zondag 27 oktober 2019 in het ijsstadion Hachinohe Skating Arena in Hachinohe.

## Statistieken
| #      | Schaatser          | Tijd       |
| ------ | ------------------ | ---------- |
| Goud   | Shane Williamson   | 1.47,59 BR |
| Zilver | Riku Tsuchiya      | 1.47,70    |
| Brons  | Takuro Oda         | 1.47,96    |
| 4      | Seitaro Ichinohe   | 1.47,97    |
| 5      | Masaya Yamada      | 1.48,35    |
| 6      | Shota Nakamura     | 1.48,86    |
| 7      | Junya Miwa         | 1.49,14    |
| 8      | Ryouta Kojima      | 1.49,23 PR |
| 9      | Mamoru Takada      | 1.49,47    |
| 10     | Tsubasa Horikawa   | 1.49,75 PR |
| 11     | Taiyo Nonomura     | 1.49,88    |
| 12     | Riki Hayashi       | 1.50,42    |
| 13     | Takamasa Ikeda     | 1.50,64    |
| 14     | Ryuu Kosaka        | 1.50,93    |
| 15     | Yuuto Fujino       | 1.51,05    |
| 16     | Motonaga Arito     | 1.51,11    |
| 17     | Yuuga Obara        | 1.51,25    |
| 18     | Yamato Matsui      | 1.51,28    |
| 19     | Kouki Kubo         | 1.51,32 PR |
| 20     | Shuu Sato          | 1.51,38 PR |
| 21     | Masayuki Ishikawa  | 1.51,52    |
| 22     | Hayato Nakamura    | 1.51,84    |
| 23     | Kazuya Yamada      | 1.52,78    |
| 24     | Ryo Yamaguchi      | 1.53,76    |
| 25     | Shintaro Mouri     | 1.54,01    |
| 26     | Hiro Daimon        | 1.54,86    |
| 27     | Taro Kondo         | DNF        |
| 28     | Masahito Oobayashi | WDR        |

| Rit        | Baan   | Schaatser         | Tijd (rang)  |
| ---------- | ------ | ----------------- | ------------ |
| 1          | Binnen |                   |              |
| 1          | Buiten | Kouki Kubo        | 1.51,32 (19) |
| 2          | Binnen | Shuu Sato         | 1.51,38 (20) |
| 2          | Buiten | Hiro Daimon       | 1.54,86 (26) |
| 3          | Binnen | Kazuya Yamada     | 1.52,78 (23) |
| 3          | Buiten | Tsubasa Horikawa  | 1.49,75 (10) |
| 4          | Binnen | Ryo Yamaguchi     | 1.53,76 (24) |
| 4          | Buiten | Motonaga Arito    | 1.51,11 (16) |
| 5          | Binnen | Shintaro Mouri    | 1.54,01 (25) |
| 5          | Buiten | Hayato Nakamura   | 1.51,84 (22) |
| Dweilpauze |        |                   |              |
| 6          | Binnen | Takamasa Ikeda    | 1.50,64 (13) |
| 6          | Buiten | Masayuki Ishikawa | 1.51,52 (21) |
| 7          | Binnen | Yuuga Obara       | 1.51,25 (17) |
| 7          | Buiten | Taiyo Nonomura    | 1.49,88 (11) |
| 8          | Binnen | Riku Tsuchiya     | 1.47,70 (2)  |
| 8          | Buiten | Ryouta Kojima     | 1.49,23 (8)  |
| 9          | Binnen | Ryuu Kosaka       | 1.50,93 (14) |
| 9          | Buiten | Riki Hayashi      | 1.50,42 (12) |
| 10         | Binnen | Yamato Matsui     | 1.51,28 (18) |
| 10         | Buiten | Shota Nakamura    | 1.48,86 (6)  |
| 11         | Binnen | Yamato Matsui     | 1.51,28 (18) |
| 11         | Buiten | Junya Miwa        | 1.49,14 97)  |
| 12         | Binnen | Shane Williamson  | 1.47,59 (1)  |
| 12         | Buiten | Mamoru Takada     | 1.49,47 (9)  |
| 13         | Binnen | Takuro Oda        | 1.47,96 (3)  |
| 13         | Buiten | Taro Kondo        | DNF          |
| 14         | Binnen | Masaya Yamada     | 1.48,35 (5)  |
| 14         | Buiten | Seitaro Ichinohe  | 1.47,97 (4)  |